# Danny Dyer

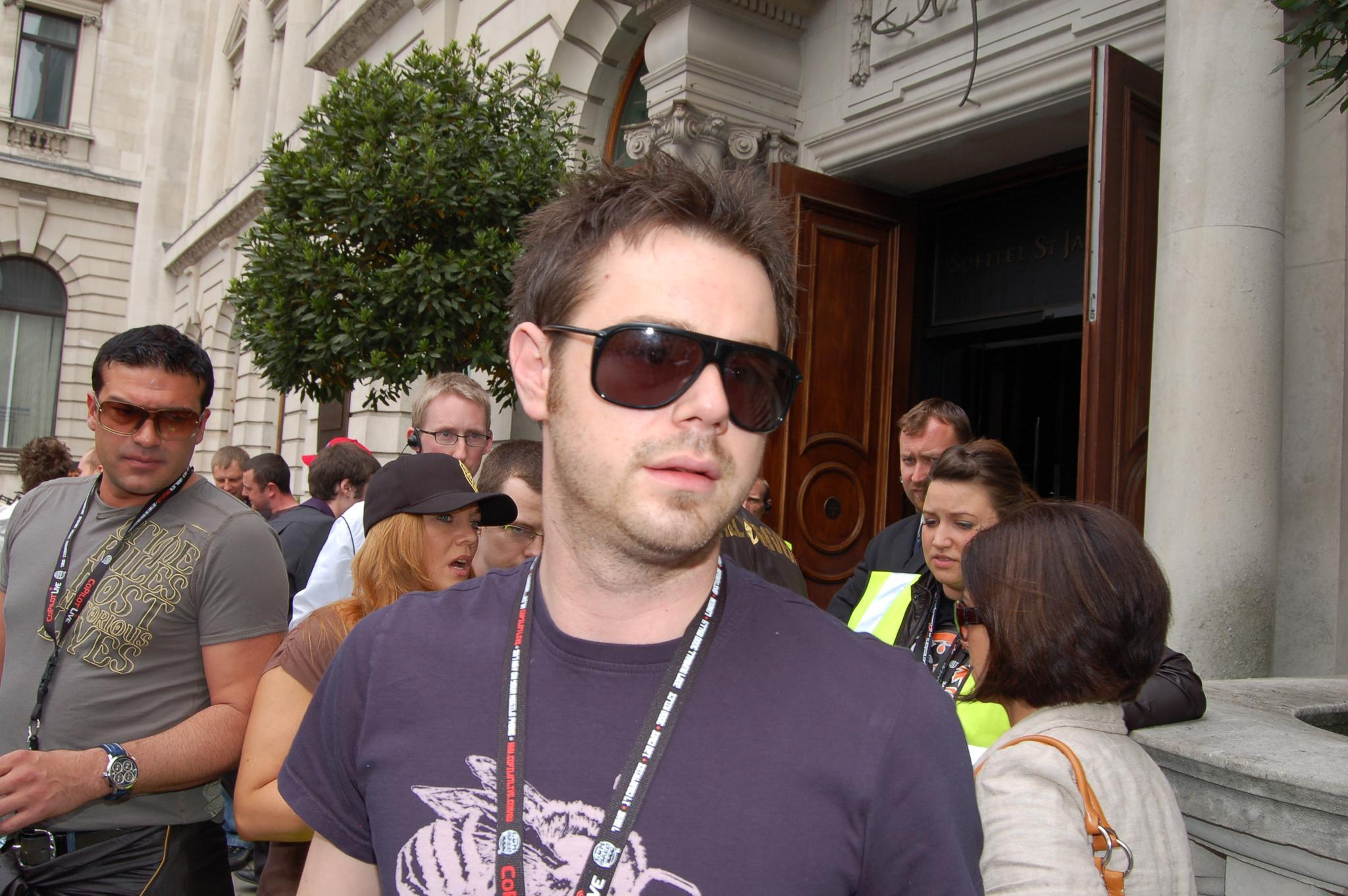
Danny Dyer (2007)

Danny Dyer (* 24. Juli 1977 in London) ist ein britischer Schauspieler und Fernsehmoderator.

## Leben

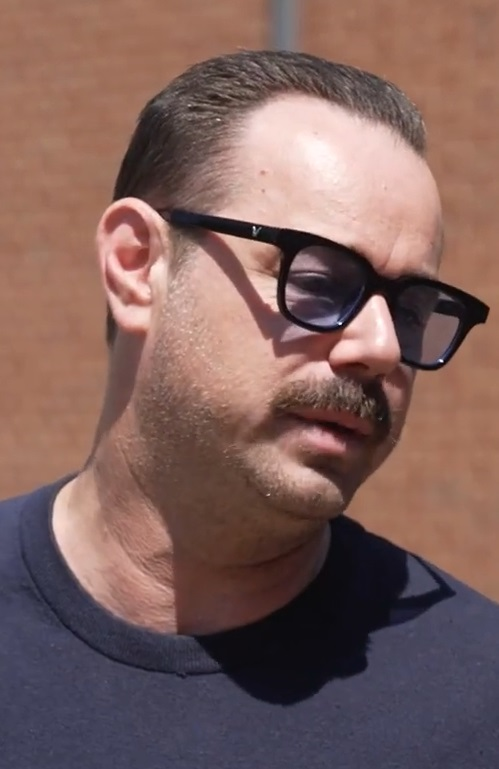
Dyer im Jahr 2023

Dyer wurde als Schüler von einem Agenten entdeckt und für das Fernsehdrama Prime Suspect 3 aus dem Jahr 1993 verpflichtet, in dem er an der Seite von Helen Mirren auftrat. In der Filmkomödie Greenfingers – Harte Jungs und zarte Triebe (2000) war er neben Clive Owen und Helen Mirren zu sehen, in der Krimikomödie Verbrechen verführt (2001) spielte er neben Minnie Driver und Mary McCormack. In der Kriminalkomödie The Business (2005) spielte er eine der Hauptrollen. Im Thriller Straightheads (2007) übernahmen er und Gillian Anderson die Hauptrollen der Menschen, die sich für eine Vergewaltigung rächen.
Dyer spielt gelegentlich Gastrollen in Fernsehserien. Er ist an den Theatern in London und in New York tätig.
Als Synchronsprecher war er in den Spielen Grand Theft Auto: Vice City und San Andreas tätig. Er synchronisierte eine der Hauptfiguren, Kent Paul.
Dyer ist verheiratet und hat zwei Töchter und einen Sohn. Er lebt im Londoner East End.
2006 wurde in Anlehnung an Dyers Rolle im Film The Football Factory von Nick Love die Dokumentations-Serie The Real Football Factories mit ihm produziert. Dyer macht sich in den einzelnen Episoden auf den Weg zu Hooligan-Firmen verschiedener Städte und Vereine in England und Schottland und versucht, mehr über Fußball-Hooliganismus zu erfahren. 2007 wurde das Konzept mit The Real Football Factories - International fortgeführt, wobei Dyer hier u. a. nach Italien, Kroatien (u. a. die Torcida), Serbien (hier auch die Verbindung zum Jugoslawienkrieg und dem Fußballspiel Dinamo Zagreb gegen FK Roter Stern Belgrad im Zagreber Maksimir-Stadion am 13. Mai 1990, wobei der Tritt Zvonimir Bobans Folgen hatte), die Türkei, Polen (hier besucht er das Derby Krakowa), Russland und auch nach Deutschland (u. a. 1. FC Köln) reist, um die dortigen Hooligans zu treffen und Fußball-Rowdytum in anderen Ländern kennenzulernen. Der Schauspieler begibt sich dafür teilweise bewusst in grenzwertige Situationen. 2008 schnitt das DSF, heute Sport1, verschiedene Episoden beider Serien-Teile zusammen und formte daraus drei eigene Folgen unter dem Namen „Im Abseits - Fans und Gewalt“. Die Folgen dort sind „England“ (u. a. auch die Katastrophe von Heysel), „Italien“, „Türkei“, „Argentinien“, „Brasilien“ (im Bus von Mancha Verde wird auf ihn geschossen), „Russland“ und „Schottland“, wobei nur ein Bruchteil des Materials von Danny Dyer mit deutschem Voice-Over verwendet wird. Daneben hat der Sender selbst recherchiert, Interviews u. a. mit Fußball-Experten (wie Ronny Blaschke, Gerd Dembowski und Gunter Gebauer), ehemaligen Profi-Spielern (wie Christoph Daum, Christian Ziege und Rudi Völler) und dem ehemaligen Hooligan Michael Jäger geführt und diese dann in die Dokumentationen mit eingefügt. Auch wird die Zentrale Informationsstelle Sporteinsätze vorgestellt.
Nachdem er in einer Reihe laut eigener Aussage "Schundfilmen" aufgetreten ist, feierte er ein gelobtes Comeback in der langlebigen Serie EastEnders in der Rolle des Mick Carter. Er gehört dort seit 2013 zur Stammbesetzung. Zuvor wurde er vielfach kritisiert, da sich seine Rollen häufig wiederholten und die Qualität der Filme stetig sank. Stuart Heritage von The Guardian bezeichnete Dyer als "ein Qualitätssiegel für kostengünstiges, qualitätsloses britisches Trash-Kino". Dyer machte seine Drogensucht dafür verantwortlich, sieht sich aber seit seinem Engagement für EastEnders als rehabilitiert an.

## Filmografie (Auswahl)
- 1993: Prime Suspect 3
- 1995: E wie Ecstasy (Loved Up)
- 1995: Loving
- 1999: Human Traffic
- 2000: Greenfingers – Harte Jungs und zarte Triebe (Greenfingers)
- 2001: Goodbye Charlie Bright
- 2001: Mean Machine – Die Kampfmaschine
- 2001: Verbrechen verführt (High Heels and Low Lifes)
- 2002: Borstal Boy
- 2003: Wespen (Wasp)
- 2004: The Football Factory
- 2005: The Other Half
- 2005: The Great Ecstasy of Robert Carmichael
- 2005: The Business
- 2006: Severance
- 2007: Outlaw
- 2007: Straightheads
- 2007: Das Chaos – Gar nicht allein zu Haus! (The All Together)
- 2008: Skins – Hautnah (Skins UK, Fernsehserie)
- 2008: Streets of London – Tag der Vergeltung
- 2009: Doghouse
- 2009: Dead Man Running
- 2009: Jack Said
- 2009: City Rats
- 2010: Pimp
- 2010: Basement
- 2010: Devil’s Playground
- 2011: The Last Seven
- 2011: Age of Heroes
- 2011: Freerunner
- 2013: Vendetta
- 2014: Blood Shot
- 2014: The Hooligan Factory
- 2015: Assassin